# NGC 2304
NGC 2304 je otvoreni skup  u zviježđu Blizancima. 

## Vanjske poveznice
- SEDS: NGC 2304